# Marianna Bondini Barilli
Marianna Bondini Barilli (Dresda, 18 ottobre 1780 – 25 ottobre 1813) è stata un soprano italiano.

## Biografia
Figlia d'arte, nacque in Germania, dove suo padre Pasquale Bondini fu direttore dell'Opera Italiana. A sedici anni rimase orfana del Bondini, il quale, ridotto in miseria a causa di un incendio al Teatro di Praga, morì mentre si dirigeva in Italia. Dovendo provvedere al resto della famiglia, Marianna giunse a Bologna, dove grazie al maestro di canto Sartorini esordì in piccoli concerti e a teatro.
Dopo aver sposato il cantante Luigi Barilli si trasferì a Parigi, dove si esibì esclusivamente in concerti, avendo espresso nel suo contratto di matrimonio la volontà di non esibirsi a teatro, a causa della sua paura per il palcoscenico. Nel 1807 cantò al cospetto di Napoleone Bonaparte e dell'imperatrice Giuseppina al Giardino delle Tuileries, una performance che le garantì un lauto ingaggio all'Opéra national de Paris. Morì trentatreenne nel 1813, all'apice della sua carriera.